# Chiesa di San Maurelio Vescovo e Martire
La chiesa di San Maurelio Vescovo e Martire o più semplicemente chiesa di San Maurelio  detta anche chiesa dei Cappuccini, si trova in corso Biagio Rossetti a Ferrara.

## Storia
La chiesa venne eretta nel 1612 con l'antico convento dei cappuccini su commissione del marchese Enzo Bentivoglio e per disposizione del cardinale legato Orazio Spinola per restituire una nuova sede ai frati cappuccini che avevano lasciato il proprio monastero situato entro l'area in cui fu costruita la fortezza pontificia. L'ordine dei padri cappuccini a Ferrara era presente sin dai tempi del ducato di Ercole II d'Este.
L'edificio che ci è pervenuto è la quinta sede in città dei religiosi dopo il loro arrivo avvenuto nel 1537. All'inizio si sistemarono in un piccolo complesso a breve distanza dalla basilica di San Giorgio fuori le mura, poi in edifici nella zona di via delle Vigne ed in seguito nella vicina area di via Benvenuto Tisi da Garofalo. La loro quarta sede fu nella zona di San Luca, che tuttavia venne demolita quando fu eretta la fortezza di Ferrara, dopo la devoluzione allo Stato Pontificio.

## Dedicazione
La dedicazione a san Maurelio di Voghenza è particolarmente importante per Ferrara essendo, con san Giorgio, il coprotettore della città estense e sul territorio comunale esiste solo un'altra chiesa che lo ricordi nella sua dedicazione, la recente parrocchiale di Malborghetto di Boara (chiesa di San Maurelio e Assunzione di Maria Santissima).

## Descrizione
La chiesa al suo interno e fino alle distruzioni belliche del 1944, era ricca di opere d'arte, tra le quali la pala dell'altare maggiore con la Visitazione di Camillo Ricci, il Centurione ed il Redentore e La Vergine col divin Figlio e san Felice di Cantalice di Carlo Bononi. Nella sala a partire dal 1756 venne conservata anche l'immagine della Beata Vergine del Buon Consiglio. Tale immagine è legata al culto taumaturgico maggiormente vivo in situazioni di pericolo o di pestilenze, e anche poche formelle ancora presenti sulla facciata del tempio lo testimoniano.